# Square des Jacobins
Le  square des Jacobins  est un jardin public de la commune de Reims, département de la Marne, dans l’ancienne région de Champagne-Ardenne située dans la région Grand Est.
Il est bâti dans l’esprit d’un jardin archéologique pour mettre en valeur les ruines du Couvent des Jacobins.

## Situation et accès
Le square des Jacobins est implanté dans le quartier du Centre Ville en cœur d'îlot. Il est situé sur les ruines du Couvent des Jacobins (datant du XIVe siècle).
Il est accessible par la rue Hincmar, en passant sous un porche situé entre le n°11 et le n°11 Bis, et par la rue des Jacobins. Chaque entrée est protégée par une grille fermée la nuit.

## Historique
En 1979, un géomètre établit un relevé des ruines du couvent des jacobins pour le compte de la SEDMA (société d'équipement des deux Marnes).
Les ruines du couvent, découverte en 1884 à l'occasion d'un incendie d'une usine de teinturerie installée sur le site, sont réhabilitées en 1980.
L’architecte Yves Lion a établi un plan du square à la demande la SEDMA.
Le square des Jacobins a été réalisé en 1984.

## Origine du nom

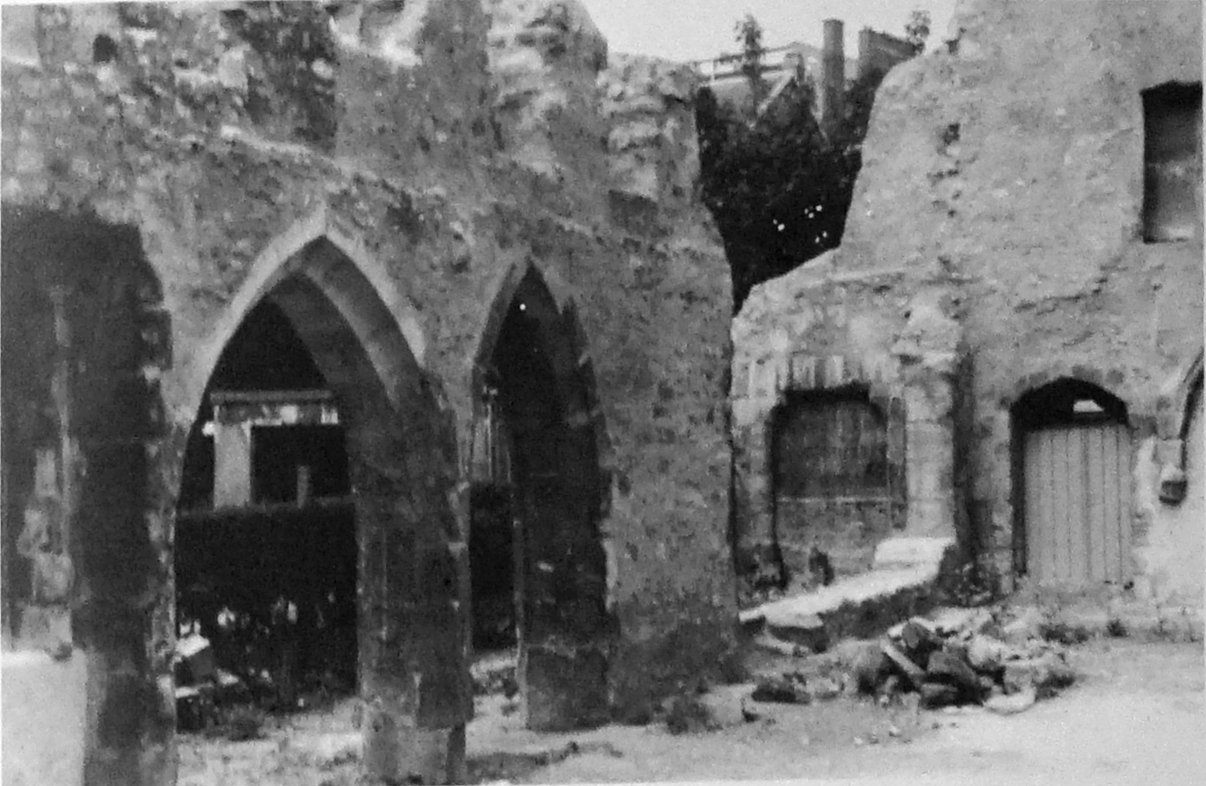
Photo ancienne des ruines du Couvent des jJacobins

Il porte le nom de « Jacobins » en référence au Couvent des Jacobins de Reims sur lequel il a été bâti avec pour objectif de mettre en valeur les ruines encore présentes.

## Descriptif
La végétation est minimaliste et constituée par une haie de troène et par quatre carrés végétalisés. Malgré le faible végétal, l’endroit se révèle être reposant par la présence des ruines du couvent des Jacobins qui sont visibles dans le square côté rue des Jacobins. Les chiens sont autorisés s'ils sont tenus en laisse. 
Il fait partie d’une promenade classique qui consiste à visiter successivement, Le jardin Henri Deneux, Le square du Palais de justice, puis le Jardin du Musée des Beaux-Arts, puis le Square René et Henri Druart, puis le Square des Jacobins et finir par le square des Capucins.
Les vestiges du couvent font l’objet d’une inscription au titre des monuments historiques depuis le 11 mai 1981.

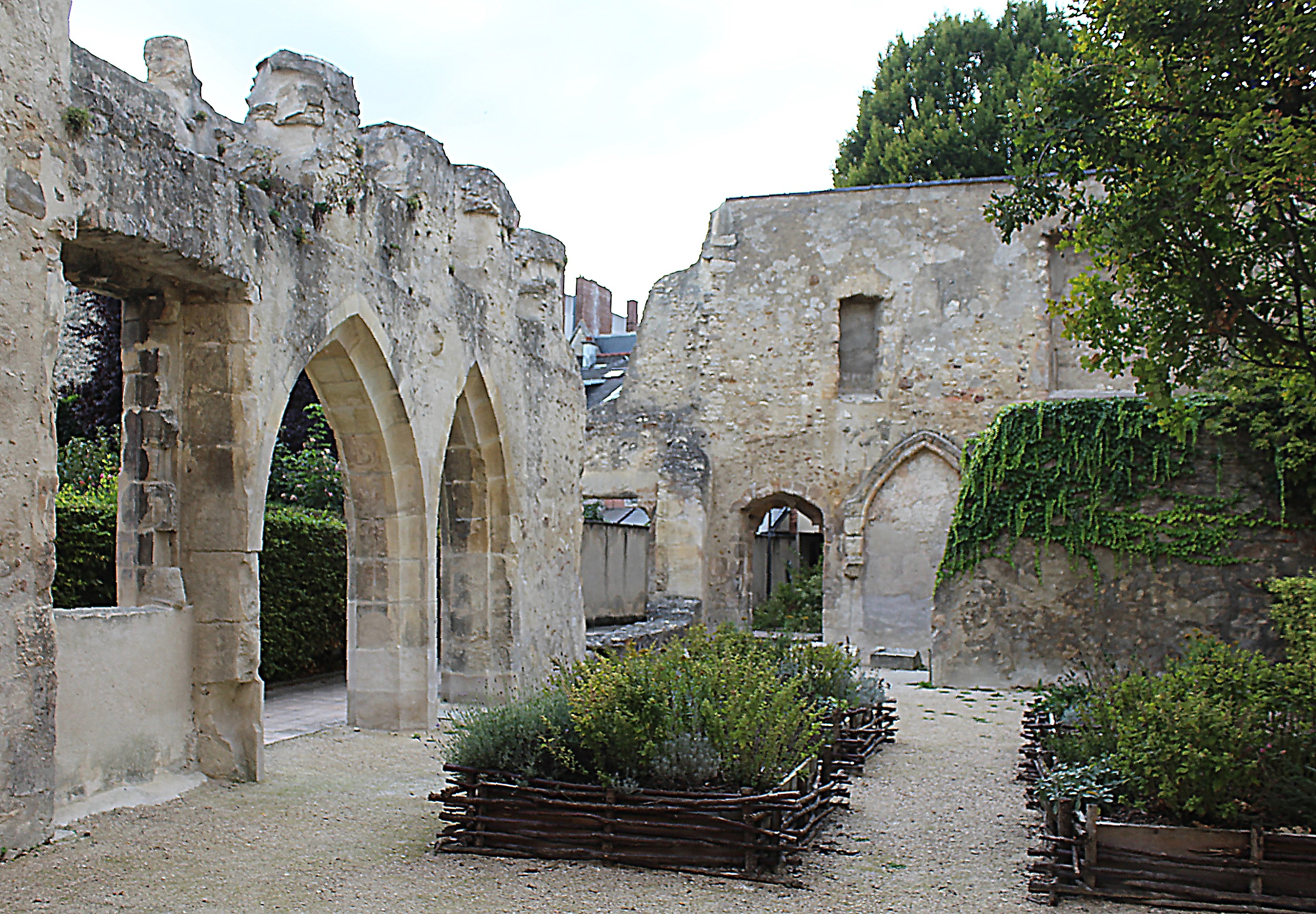
Carré végétal minimaliste.